# Introdução da disjunção
Na lógica matemática, a introdução da disjunção é uma regra de inferência que estabelece que, se um argumento é verdadeiro, então a disjunção deste argumento com qualquer outro também é verdadeiro.

## Definição
Em linguagem formal, podemos escrever:
A.
Então, A ou B.
ou, utilizando operadores lógicos:
{\displaystyle A\vdash A\lor B}
A forma do argumento possui uma premissa, A, e uma proposição não relacionada, B. Da premissa pode-se logicamente concluir que ou A ou B é verdadeiro, ou ambos são.
Podemos ainda exemplificar com o argumento:
Socrates é homem.
Portanto, Socrates é homem ou porcos voam.
Ou seja, ou ambos os argumentos são verdadeiros ou apenas um deles é. Neste caso, provávelmente um.
A introdução da disjunção é controversa na lógica paraconsistente pois, em combinação com outras regras de lógica, leva a uma explosão, isto é, tudo se torna provável.